# Florian Sénéchal
Florian Sénéchal (Cambrai, 10 juli 1993) is een Frans wielrenner die sinds 2024 rijdt voor Arkéa-B&B Hotels.

## Palmares

### Overwinningen
2011
Parijs-Roubaix, junioren
2013
Memoriał Henryka Łasaka
2e etappe Ronde van Zuid-Bohemen
Eindklassement en puntenklassement Ronde van Zuid-Bohemen
2014
Jongerenklassement La Tropicale Amissa Bongo
2016
Jongerenklassement Ronde van Wallonië
2019
Le Samyn
2020
Grote Prijs Vermarc Sport
Druivenkoers Overijse
2021
13e etappe Ronde van Spanje
Primus Classic
2022
 Frans kampioen op de weg, elite

### Resultaten in voornaamste wedstrijden
| Jaar | Ronde van Italië | Ronde van Frankrijk | Ronde van Spanje |
| ---- | ---------------- | ------------------- | ---------------- |
| 2014 |                  |                     |                  |
| 2015 |                  | 135e                |                  |
| 2016 |                  |                     | opgave           |
| 2017 |                  | 161e                |                  |
| 2018 | 135e             |                     |                  |
| 2019 | opgave           |                     |                  |
| 2020 |                  |                     |                  |
| 2021 |                  |                     | 118e (1)         |
| 2022 |                  | 107e                |                  |
| 2023 |                  |                     |                  |
| 2024 |                  |                     |                  |

| Jaar | Milaan-San Remo | Gent-Wevelgem | Ronde van Vlaanderen | Parijs-Roubaix | Amstel Gold Race | Ronde van Lombardije | Bretagne Classic | E3 Saxo Classic | Dwars door Vlaanderen |  | WK op de weg |  | Wereldranglijsten |
| ---- | --------------- | ------------- | -------------------- | -------------- | ---------------- | -------------------- | ---------------- | --------------- | --------------------- |  | ------------ |  | ----------------- |
| 2014 |                 | 142e          | opgave               | 49e            |                  |                      | 49e              | 14e             | 17e                   |  |              |  |                   |
| 2015 | 75e             | 19e           | 90e                  | 17e            |                  |                      | 43e              |                 |                       |  |              |  |                   |
| 2016 |                 |               |                      | 26e            |                  |                      |                  |                 | 25e                   |  |              |  |                   |
| 2017 | 173e            | 100e          | 40e                  | 12e            |                  |                      | opgave           |                 | 10e                   |  |              |  |                   |
| 2018 |                 | 47e           | 44e                  | opgave         |                  | opgave               |                  | 16e             |                       |  |              |  | 253e (UWT)        |
| 2019 |                 |               |                      | 6e             |                  |                      | 9e               | 25e             | 30e                   |  | opgave       |  | 103e (UWR)        |
| 2020 |                 | ↑             | 12e                  |                |                  |                      | ↑                |                 |                       |  |              |  | 16e (UWR)         |
| 2021 |                 |               | 9e                   | 71e            | 111e             |                      |                  | ↑               | 9e                    |  | 9e           |  |                   |
| 2022 | 14e             | opgave        | 38e                  | 13e            | 32e              |                      |                  | 57e             |                       |  | 90e          |  |                   |
| 2023 | 76e             | 27e           | opgave               | 63e            |                  |                      |                  | opgave          |                       |  | opgave       |  |                   |
| 2024 |                 |               | 62e                  | 60e            |                  |                      |                  |                 | 129e                  |  |              |  |                   |

### Resultaten in kleinere rondes
| Jaar | Tour Down Under | Parijs-Nice | Tirreno Adriatico | Ronde van Romandië | Critérium du Dauphiné | Ronde van Polen | Benelux Tour |
| ---- | --------------- | ----------- | ----------------- | ------------------ | --------------------- | --------------- | ------------ |
| 2015 |                 | 94e         |                   |                    | 131e                  |                 |              |
| 2016 |                 |             |                   |                    |                       |                 |              |
| 2017 |                 | 107e        |                   |                    |                       |                 |              |
| 2018 | 106e            |             |                   |                    |                       |                 | opgave       |
| 2019 |                 | opgave      |                   | opgave             |                       |                 | 23e          |
| 2020 |                 |             | 81e               |                    |                       | 70e             | 7e           |
| 2021 |                 | 53e         |                   |                    | 115e                  |                 |              |
| 2022 |                 | opgave      |                   |                    |                       |                 |              |
| 2023 |                 | 83e         |                   |                    | 67e                   |                 | 18e          |
| 2024 |                 |             |                   |                    | opgave                | 78e             | opgave       |
| 2025 |                 | opgave      |                   |                    |                       |                 |              |

## Ploegen
- 2012 –  Omega Pharma-Quick Step (stagiair vanaf 15 augustus)
- 2013 –  Etixx-iHNed
- 2014 –  Cofidis, Solutions Crédits
- 2015 –  Cofidis, Solutions Crédits
- 2016 –  Cofidis, Solutions Crédits
- 2017 –  Cofidis, Solutions Crédits
- 2018 –  Quick-Step Floors
- 2019 –  Deceuninck–Quick-Step
- 2020 –  Deceuninck–Quick-Step
- 2021 –  Deceuninck–Quick-Step
- 2022 –  Quick Step-Alpha Vinyl
- 2023 –  Soudal-Quick Step
- 2024 –  Arkéa-B&B Hotels
- 2025 –  Arkéa-B&B Hotels

Wielerploegen van Florian Sénéchal
Bandiera · Boonen · Brammeier · Cataldo · Chavanel · Chicchi · Ciolek · De Weert · Devenyns · Fenn · Gołaś · Grabsch · Keisse · Kwiatkowski · Leipheimer · Maes · Martin     · Pauwels · Pineau · Raboň · Steegmans · Štybar · Terpstra · Trentin · Vandenbergh · Vandewalle · Van Keirsbulck · P. Velits · M. Velits · Vermote · Hoorne (stagiair) · Sénéchal (stagiair)
Alaphilippe · Bouvry · Hník · D. Hoelgaard · M. Hoelgaard · Konrad · Koudela · Sénéchal · Spokes · Vakoč · Verhelst · Wiśniowski · Rumac (stagiair)
Bagot ·
Bescond · 
Cammaerts ·
Coppel ·
Edet ·
Fouchard ·
García ·
Hardy ·
Jõeäär ·
Laporte ·
Le Mével ·
Lemarchand ·
Lemoine ·
Levarlet ·
Maté · 
Molard ·
Navarro · 
Petit ·
Poulhiès ·
Sénéchal · 
Simon ·
Taaramäe · 
Venturini · 
Verhelst ·
Zingle ·
Chetout (stagiair) · 
Kowalski (stagiair) · 
Turgis (stagiair) 
Ahlstrand · Bagot · N.Bouhanni · Chainel · Chetout · Edet · Hardy · Jõeäär · Laporte · Lemoine · Maté · Molard · Navarro · Petit · Rollin · Rossetto · Sénéchal · Simon · Soupe · Turgis · Van Staeyen · Vanbilsen · Venturini · Verhelst · Zingle · R.Bouhanni (stagiair) · Hofstetter (stagiair) · San Sebastián (stagiair)
Ahlstrand · Bagot · N.Bouhanni · R.Bouhanni · Božič · Chetout · Cousin · Edet · Hardy · Hofstetter · Jeannesson · Jõeäär · Laporte · Lemoine · Maté · Molard · Navarro · Perez · Rossetto · Sénéchal · Simon · Soupe · Turgis · Van Staeyen · Vanbilsen · Venturini · Godon (stagiair) · Le Turnier (stagiair)
Bagot · Bonnafond · N. Bouhanni · R. Bouhanni · Chetout · Claeys · Cousin · Edet · Godon · Hofstetter · Laporte · Le Turnier · Lemoine · Maté · Navarro · Perez · Rossetto · Sénéchal · Simon · Soupe · A. Turgis · J. Turgis · Van Genechten · Van Staeyen · Vanbilsen · Venturini · Barceló (stagiair) · Lafay (stagiair) · T. Turgis (stagiair)
Alaphilippe · Asgreen · Capecchi · Cavagna · De Plus · Declercq · Devenyns · Gaviria · Gilbert · Hodeg · Jakobsen · Jungels · Keisse · Knox · Lampaert · Martinelli · Mas · Mørkøv · Narváez · Richeze · Sabatini · Schachmann  · Sénéchal · Serry · Štybar · Terpstra · Vakoč · Viviani
Alaphilippe · Asgreen · Capecchi · Cavagna · Declercq · Devenyns · Evenepoel   · Gilbert · Hodeg · Honoré · Jakobsen · Jungels · Keisse · Knox · Lampaert · Martinelli · Mas · Mørkøv · Richeze · Sabatini · Sénéchal · Serry · Štybar · Vakoč · Viviani 
Alaphilippe  · Almeida · Archbold · Asgreen · Bagioli · Ballerini · Bennett · Cattaneo · Cavagna · Declercq · Devenyns · Evenepoel   · Garrison · Hodeg · Honoré · Jakobsen · Jungels · Keisse · Knox · Lampaert · Masnada · Mørkøv · Sénéchal · Serry · Steels · Steimle · Štybar · Van Lerberghe · Quinn (stagiair) · Vansevenant (stagiair)
Alaphilippe  · Almeida · Archbold · Asgreen · Bagioli · Ballerini · Bennett · Cattaneo · Cavagna · Cavendish · Černý · Declercq · Devenyns · Evenepoel · Garrison · Hodeg · Honoré · Jakobsen · Keisse · Knox · Lampaert · Masnada · Mørkøv · Sénéchal · Serry · Steels · Steimle · Štybar · Van Lerberghe · Vansevenant · Osborne (stagiair) · Van Tricht (stagiair)
Alaphilippe  · Asgreen · Bagioli · Ballerini · Cattaneo · Cavagna · Cavendish · Černý · Declercq · Devenyns · Evenepoel  · Honoré · Jakobsen  · Keisse · Knox · Lampaert · Masnada · Mørkøv · Schmid · Sénéchal · Serry · Steels · Steimle · Štybar · Svrček (vanaf 1/7) · Van Lerberghe · Van Tricht · Van Wilder · Vansevenant · Vernon · Vervaeke · Raccani (stagiair)
Alaphilippe · Asgreen · Bagioli · Ballerini · Cattaneo · Cavagna · Černý · Declercq · Devenyns · Evenepoel    · Hirt · Jakobsen  · Knox · Lampaert · Masnada · Merlier · Mørkøv · Pedersen · Schmid · Sénéchal · Serry · Steimle · Svrček · Van Lerberghe · Van Tricht · Van Wilder · Vansevenant · Vernon · Vervaeke
Albanese · Barré · Biermans · Capiot · Champoussin · Costiou · Dekker · Delaplace · Démare · García Pierna · Gesbert · Grondin · Guernalec · Guglielmi · Huys · Le Berre · Ledanois(tot 15/8) · Louvel · McLay · Mozzato · Owsian · Ries · Riou · Rodríguez · Scotson · Sénéchal · Thierry (vanaf 1/9) · Vauquelin · Venturini · Verre
Biermans · Capiot · Costiou · Delaplace · Démare · Epis · García Pierna · Gesbert · Grondin · T. Guernalec · V. Guernalec · Guglielmi · Huys · Le Berre · Lozouet · Mozzato · Ries · Rodríguez · Rouland · Scotson · Sénéchal · Svestad-Bårdseng · Thierry · Tjøtta · Vauquelin · Venturini · Verre
- Gemeinsame Normdatei: 1277017506
- Virtual International Authority File: 5186167322930978000006